# Hermanus Brockmann
Hermanus „Herman” Gerardus Brockmann (ur. 14 czerwca 1871 w Amsterdamie; zm. 18 stycznia 1936 w Hadze) — holenderski wioślarz.
Brockmann był uczestnikiem Letnich Igrzysk Olimpijskich 1900 w Paryżu. Sportowiec brał udział w trzech konkurencjach wioślarstwa: dwójka ze sternikiem, czwórka ze sternikiem i ósemka ze sternikiem, we wszystkich w osadach klubu Minerva Amsterdam. 
Podczas konkurencji dwójki ze sternikiem startował tylko w półfinale. Ponieważ ważył 60 kg, w finale został zastąpiony przez nieznanego z imienia i nazwiska francuskiego chłopca, stąd MKOl uznaje tę osadę za drużynę mieszaną. Osada zajęła 1. miejsce, a Brockmann, mimo że nie płynął w finale, jest uznawany za złotego medalistę. 
W konkurencji czwórki ze sternikiem zdobył srebrny medal (w 2. wyścigu). Natomiast w konkurencji ósemki ze sternikiem uzyskał 3. miejsce i brąz.